# Новосёлки (Вадский район)
Новосёлки — деревня в Вадском районе Нижегородской области. Входит в состав Круто-Майданского сельсовета.

## География
Деревня располагается в 14,5 км к северо-востоку от Вада и в 78 км к юго-востоку от Нижнего Новгорода. Ближайший к деревне населённый пункт — село Свобода.

### Часовой пояс
Новосёлки находится в часовой зоне МСК (московское время). Смещение применяемого времени относительно UTC составляет +3:00.

## Инфраструктура
Почтовое отделение 606380 обслуживающее деревню находится в районном центре — Вад.

## Население
| 1999 | 2002 | 2010 |
| ---- | ---- | ---- |
| 33   | ↗37  | ↘26  |

Национальный состав
Согласно результатам переписи 2002 года, в национальной структуре населения русские составляли 100% из 37 человек.